# Sciadocephala asplundii
Sciadocephala asplundii là một loài thực vật có hoa thuộc họ Asteraceae. Loài này chỉ có ở Ecuador. Môi trường sống tự nhiên của chúng là vùng núi ẩm nhiệt đới hoặc cận nhiệt đới.
Chúng hiện đang bị đe dọa vì mất môi trường sống.